# Кюртис, Жан-Луи
Жан-Луи Кюртис, настоящее имя Луи Лаффит (фр. Jean-Louis Curtis; Louis Laffitte, 22 мая 1917, Ортез, Франция — 11 ноября 1995, Париж, Франция) — французский прозаик, переводчик и эссеист, лауреат Гонкуровской премии (1947) за роман «Ночные леса». Член Французской академии (1986—1995).

## Жизнеописание
Закончив католический колледж в своем родном городе, Жан-Луи Кюртис поступил на филологический факультет университета в Бордо. Впоследствии Кюртис становится студентом Сорбонны, а с сентября 1937 до июля 1939 находится в Великобритании, совершенствуя свой английский.
Мобилизованный в августе 1939 года в 14 пехотный полк, Кюртис в январе 1940 переходит в военную авиачасть, где набирают добровольцев. После учебного курса и экзаменов он практикуется как ученик пилота в Версале, затем в Нантере, а в мае 1940 года его переводят в Марокко. Практический учебный курс длится в Мекнесе, затем в Касба-Тадле. Демобилизовавшись в конце сентября 1940, Кюртис возвращается во Францию и учительствует в лицее в Байонне. Успешно сдав квалификационный экзамен, в 1943 году он становится преподавателем английского языка в лицее в Лаоне. В августе 1944 Кюртис вступает во Франко-пиренейский корпус Помье, который принял участие в освобождении Франции.
В 1946 году он публикует свой первый роман «Молодые люди». В 1947 получает Гонкуровскую премию за роман «Ночные леса». В 1955 Кюртис оставляет преподавательскую работу и становится литератором-профессионалом. С 1963 по 1972 он — член приемной комиссии в Национальном центре кино. В 1967 описывает в романе «Молодожены» один из «неудачных браков» в современном мире. В 1971 создает роман «Мыслящий тростник», идейно примыкающий к «Молодоженам» и наследующий традиции Г. Флобера.
В 1972 Кюртиса награждают Большой литературной премией Французской академии за весь творческий вклад. Специализируясь на шекспироведении, он отвечает за французские субтитры телевизионных экранизаций произведений этого выдающегося драматурга, реализованных на телевидении Би-би-си в 1978—1985 года и транслировавшихся во Франции в середине 1980-х. В 1986 Кюртиса выбирают членом Французской академии.
Он написал многочисленные сборники пастишей на тему событий современности, в том числе о студенческих беспорядках в мае 1968-го и победе социалистов во Франции в мае 1981-го.
Жан-Луи Кюртис скончался 11 ноября 1995 года от сердечного приступа.
Романист Мишель Уэльбек почтил его длинным пассажем в произведении «Карта и территория» (Гонкуровская премия, 2010).

## Цитаты
Люди хотят приобретать, они создают себе такой эталон счастья, который включает лишь мечты о комфорте, непрерывных удовольствиях… А что же происходит с любовью в нашем поверхностном обществе? Любовь оказывается под угрозой. Сотнями насчитываются неудачные браки